# المسرى التسلسلي العام
المسرى التسلسلي العام أو يو إس بي  (بالإنجليزية: Universal Serial Bus اختصاراً USB)‏ هو ناقل بيانات واتصالات وطاقة معتمد من النوع التوصيل والتشغيل (بالإنجليزية: Plug and Play)‏. يسمح بتوصيل أغلب الملحقات الطرفية والأجهزة المقترنة بالحاسوب لنقل المعلومات بينهما تسلسليا، ويعد هذا المنفذ أشهر منافذ توصيل البيانات حتى الآن.
وهو منفذ تسلسلي خاص للتعامل مع الأجهزة، ولقد صمم اليو إس بي USB للسماح وللتعامل مع الأجهزة الخارجية (الطرفيات) عن طريق منفذ خاص، وأيضا للتعامل مع أي جهاز (تقريبا) فور توصيله بأي حاسب (أي حاسب له قدرة التعامل مع أجهزة التي لها وصلات يو اس بي) دون الحاجة لإعادة تشغيل الحاسب، وتشمل ميزات أخرى مريحة لتوفير استهلاك الطاقة المنخفضة للأجهزة دون الحاجة لمصادر طاقة خارجية، والسماح أيضا لعدد من الأجهزة بالاتصال بالحاسب دون الحاجة لتعريفات المصنع التي تأتي مع معظم الأجهزة الخارجية (الطرفيات)، وهي الحل الأمثل لجميع الأجهزة التي تعمل على التفرع وعلى التسلسل ومنفذ USB، يستطيع تشغيل العديد من الأجهزة الخارجية الخاصة بالحاسب مثل الفأرة، لوحة المفاتيح، الكاميرات الرقمية، الطابعات والأجهزة الرقمية الحديثة.
يستطيع USB توصيل عدة طابعات إلى نفس الجهاز بنفس الوقت. برامج قفل USB تستطيع قفل ووقف عمل الذاكرة الخارجية دون توقف عمل الأجهزة المحيطية الأخرى. حيث أنها صممت بشكل خاص للحواسيب. كما أصبح يستخدم في معظم الأجهزة هذه الأيام مثل أجهزة الألعاب والحواسيب الكفية. وحسب إحصائيات عام 2004 يوجد مليار جهاز في العالم.

## تطويره
يشرف على تطوير تقنيات USB منظمة منتدى منفذي اليو إس بي (USB Implementers Forum) وهي منظمة مستقلة لا تهدف للربح يشترك فيها العديد من الشركات التقنية الكبرى المتخصصة في تصنيع الحواسيب والهواتف الذكية والأجهزة الطرفية.

## تاريخ
USB 1.0 قدم في نوفمبر عام 1994 حيث روج من قبل شركة انتل، مايكروسوفت، فليبس وشركة يو اس روبوتيكس حيث كان يقصد به والهدف الرئيسي من وجوده التخلص من الوصلات الموجودة في الحاسب الشخصي فضلا عن تبسيطه التعامل مع الأجهزة الخارجية دون الحاجة لتعريف معظمها مع نظام التشغيل.
كان هناك عدة نماذج له، منها:
- USB 0.7: أطلق بنوفمبر عام 1994.
- USB 0.8: أطلق بديسمبر عام 1994.
- 9.USB 0: أطلق بأبريل عام 1995.
- USB 0. 99: أطلق بأغسطس عام 1995.
- USB 1. 0: أطلق بأكتوبر عام 1995.
- USB 1.0: حرر له بالنشر بيناير عام 1995.
- usb 2.0: أطلق بعام 2000.
- usb 3.0: أطلق بعام 2008.
- usb 3.1: أطلق بعام 2013.

وخصص لهذا النموذج معدلان لنقل الداتا:
- - الأول بطيء السرعة ومعدله 1.5 Mbit/ (Low-Speed).
  - الثاني كامل السرعة ومعدله 12 Mbit/s (Full-Speed)

وهذا النموذج لا يدفع له قبل الأستحقاق وقليل من الأدوات في الواقع تباع من قبل الاسواق.
- 2.	USB 1.1: حرر له بالنشر بسبتمبر عام 1998 وهو يطابق ال USB 1.0 من ناحية تثبيت وتكرار المشاكل وغالبًا بالاتصال مع المنافذ. وهو إصدار منقح (مراجع) والإصدار الأقدم اتخذ بشكل أوسع.
- USB 2.0 أطلق بأبريل عام 2000 وخصص له أعلى وأقصى سرعة 480 Mbit/s. ويسمى حاليا بالسرعة العليا (Hi-Speed).

•	هنا أضيفت تعديلات على مواصفات الـ USB بواسطة هندسة تغيير الملاحظات: (ECN: Engineering Change Notices).
•	والأكثر أهمية بالـ ECN هو إدخال في مواصفات الـ USB 2.0 رزمة قانونية متاحة من الـ USB.org وكان لها عدة فروع منها :
- : Mini-B Connector ECN أطلقت بأكتوبر عام 2000 ومن مواصفات ال Mini-B يسد الوعاء أو كبح المقبس (plug and receptacle) وهذا لا يربك أو يشوش عمل ال Mini-B.
- : Errata as of December 2000 وهو مثل جدول للأخطاء وأطلق بيناير.
- Pull-up/Pull-down Resistors ECN انتزاع أو جذب المقاومات: أطلق بمايو عام 2002.
- : Errata as of May 2002 جدول خطأ أطلق بمايو عام 2002.
- Interface Associations ECN جهاز توصيل إتحادات الـ ECN: أطلق بمايو عام 2003 وهو مقياس أو مستوى جديد يصور ويصف الـ ECN ويعتبره واجهة أو جهاز توصيل مضاعف أو متعدد يتحد مع تابع مفرد.
- : Rounded Chamfer ECN أطلق بأكتوبر عام 2003 وهو مقبول أكثر (منصوح به) ومتوافق مع تغيرات الـ plug Mini-B وهذه النتيجة تبقي الترابط أو الاتصال أطول.
- : Unicode ECN أطلق بفبراير عام 2005 وخصص له تشفير السلاسل باستخدام ال UTF-16LE.
- : Inter-Chip USB Supplement أطلق بمارس عام 2006.
- : On-The-Go Supplement 1.3 أطلق بديسمبر عام 2006 ومن الممكن أن نجعله ونضعه بين أداتان من الـ USB ON-the-GO للأتصال مع بعضهما دون أن نباعد ما بين الـ USB host وبالحياة العملية أداة واحدة من الـ USB هي التي تمثل الـ host للأداة الأخرى.
- Battery Charging Specification 1.0 مواصفات بطارية الشحن: أطلقت بمارس عام 2007 وأضيفت لدعم الشحن خصيصا (تجهيزات الطاقة مع الـ USB connectors المتصل)، وشاحن الكومبيوتر (chargers (host وهنا نستطيع تمثيل شاحن الكومبيوتر بـ USB وعدم كفاية واحتياط البطارية الذي يخصص أدوات تمرر تيار 100 MA بعد أن تصدر إذا أدوات الـ USB اتصلت بالشاحن المخصص أو شاحن الكومبيوتر هنا أعلى تيار يمر الأداة يمكن أن يكون أعلى من 1.5 A.
- : Micro-USB Cables and Connectors Specification 1.01 أطلق بأبريل عام 2007.
- Link Power Management Addendum ECN إدارة ربط الطاقة: أطلق بيوليو عام 2007 وهنا أضيفت حالة طاقة جديدة بين الحالة الممكنة وحالة التوقف المؤقت والأداة بهذه الحالة لا تتطلب إنقاص الطاقة أو استهلاكها ومع ذلك مفتاح التحويل أو مفتاح الكهرباء بين الحالة الممكنة وحالة النوم أكثر سرعة من مفتاح التحويل بين الحالة الممكنة وحالة التوقف المؤقت الذي يخصص الأداة لتنام إذا أصبحت غير فعالة أو كسولة.
- USB 3.0: تم الإعلان عنه في 17 نوفمبر، 2008.[1] ويمثل مستقبلا واعدا ذا خصائص مفتوحة تسهل لمطوري العتاد إلحاق منتجات مستقبلية. تم الإعلان عن أول منتج من نوع USB 3.0 في 5 يناير، 2010 في لاس فيغاس، متضمنا نوعين من اللوحات الأم من ASUS وجيجابايت.[2][3]

أحد مزايا هذا النوع هو أنه ناقل «فائق السرعة»، إذ تصل إلى 5.0 Gbit/s. سامحا بنقل بيانات ذات معدل يصل إلى 400 ميغابايت في الثانية.

## تحكم المضيف
أجهزة الكمبيوتر التي تملك القدرة على التحكم بالمضيف أو الأجهزة الفرعية

## تقسيمات الأجهزة
الأجهزة الموصولة إلى ممر المعلومات يمكن أن تقسم إلى أجهزة شاملة.
هذه التقسيمات تحدد طريقة تعامل الأجهزة مع الوسط المحيط بها وبرنامج التشغيل المفترض يقوم بالتعامل مع الأجهزة المحيطية ويمكن تقسيمها كما في الجدول التالي:
| Class | الاستخدم | الوصف                  | أمثلة                              |
| ----- | -------- | ---------------------- | ---------------------------------- |
| 00h   | جهاز     | غير محدد               |                                    |
| 01h   | واجهة    | صوت                    | مكبرات الصوت، كروت الصوت           |
| 02h   | معًا      | الاتصالات              | كرت الشبكة، مودم، منفذ تسلسلي      |
| 03h   | واجهة    | أجهزة التعامل مع البشر | لوحة المفاتيح، الفأرة              |
| 05h   | واجهة    | التحكم الفيزيائي       | عصا التحكم                         |
| 06h   | واجهة    | الصور                  | الكاميرا الرقمية                   |
| 07h   | واجهة    | الطابعات               | الطابعات الليزرية الطابعات الحبرية |
| 08h   | واجهة    | أجهزة التخزين          | قارئ كروت الذاكرة                  |
| 09h   | جهاز     | USB موزع               | سرعة نقل عالية                     |
| 0Ah   | واجهة    | اتصالات                |                                    |
| 0Bh   | واجهة    | الكروت الذكية          | قارئ الكروت الذكية                 |
| 0Dh   | واجهة    | من أجل الامان          |                                    |
| 0Eh   | واجهة    | فيديو                  | كاميرات الويب                      |
| 0Fh   | واجهة    | الرعاية الصحية         |                                    |
| E0h   | واجهة    | اللاسلكي               | جهازي البث اللاسلكي والبلوتوث      |
| EFh   | معًا      | متنوعة                 | أجهزة التبادل                      |
| FEh   | واجهة    | تطبيقات محددة          | جسور الأشعة تحت الحمراء            |

### أجهزة التخزين USB mass-storage
أجهزة التخزين المحمولة أو التي تدعى فلاش هي خير مثال على أجهزة التخزين المحمولة.
تقوم اليو اس بي بتوصيل العديد من أجهزة التخزين باستخدام مجموعة من الأسس، المقصود بها أجهزة التخزين المغناطيسية والضوئية ولكنها قد طورت وتطورت لتشمل العديد من الأجهزة خصوصاً أجهزة الفلاش حلت محل أقراص التخزين حيث أن معظم أجهزة الكمبيوتر قادرة على التعامل مع أجهزة الفلاش وأهم ميزة تتمتع بها هذه الأجهزة أنها يمكن أن تركب دون الحاجة لفتح الحاسب والتعامل مع الممر بشكل مباشر والتعامل مع الأجهزة الخارجية.

### التعامل مع الأوساط الخارجية Human-interface devices (HIDs)
لوحة التحكم والفأرة غالبا ما توصل عن طريق يو اس بي ولكن بما أن معظم أجهزة الكمبيوتر تحوي PS/2 مما يؤدي إلى بقاء استخدام PS/2 في عملية التواصل مع الوسط الخارجي.

## التوافق
إن أجهزة اليو اس بي ينتج عنها نسبة ضئيلة من الضجيج ونسبة سماحية مقبولة. ولتقلل نسبة عدم التوافق بين الأجهزة المختلفة رغم تعدد هذه الأجهزة تقوم اليو اس بي بتحديد عدد محدد من الأجهزة الطرفية الموصولة مع الجهاز هذه الطريقة استخدمت لمنع التداخل بين الأجهزة.

## الكابل
أقصى طول للوصلة هو 5 أمتار أي 16.5 قدم والسبب الرئيسي لهذا الطول هو وجود التأخير الذي يساوي تقريبا 1500 نانو ثانية. إذا لم يجب المضيف على طلب اليو اس بي خلال هذه الفترة تفقد المعلومات المرسلة. وفي اليو اس بي 2.0 التأخير يساوي 5.2 نانو ثانية لكل متر هذا يعني أمتار هو الطول الأقصى على كل حال يمكن تطويل الوصلة حتى تصل 50 متر أي 160 قدم إذا استخدمنا التصنيف الخامس من الكابلات CAT5 أو إلى 10 كم إذا استخدمنا الألياف الضوئية.

## الأطراف الداخلية
تتراوح أطراف كابل ال usb الداخلية ما بين 2 و4 و5 أسلاك
هناك الطرف الأول والرابع (الأحمر والأسود) وهما المزودين للطاقة وغالبا ما يستخدما في عمليات الشحن. حيث يتوسطهما الطرفين (الأبيض والأخضر) الخاصين بتبادل البيانات. أما الطرف الخامس وهو عبارة عن شريط سلوفان فضي اللون يحيط بمجموعة الأطراف من داخل غلاف الكابل الخارجي حيث يصل المربع المعدني (+) بالمربع المعدني (-) بكلا الطرفين كمثال لذلك لتأمين الهواتف المحمولة من الشحنة الزائدة القادمة من جهاز الكمبيوتر

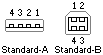
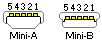

| الدبوس | الاسم | لون الكابل | الوصف    |
| ------ | ----- | ---------- | -------- |
| 1      | VCC   | أحمر       | +5فولت   |
| 2      | D−    | أبيض       | بيانات − |
| 3      | D+    | أخضر       | بيانات + |
| 4      | GND   | أسود       | أرضي     |

## القدرة
نظام الـ USB يزود بعض الطرفيات بالقدرة اللازمة لعملها وقد قلنا بعض لأن هذا الأمر له خصوصية معينة حيث تمتلك النقطة رقم 1 في المآخذ جهدا تعطى قيمته الوسطية بحوالي +5V يتحرك هذا الجهد ارتفاعا إلى قيمة +5.25 V في حالة اللاحمل وينخفض إلى مقدار +4.75 V عند استهلاك قيم عظمى للتيار.
نستطيع عمليا تأمين تيار يصل إلى حوالي 100 mA يستجر من ثقب الـ USB عبر الكابل إلى الطرفيات.
إذا تم استهلاك قيمة أكبر من القيمة 100 mA فإن التغذية سوف تقطع بواسطة فاصمة منصهرة.نأتي الآن إلى بعض الخصوصية فإن بعض الطرفيات الـ USB تحتاج إلى تغذية خارجية مستقلة وذلك لأنها تستهلك تيارا أكبر من تلك
القيمة التي يزود مأخذ الـ USB بها وذلك لإدارة وتحريك أدواتها الخاصة والتي إما أن تكون محركات تيار مستمر أو محركات خطوية فهذه الأجهزة تحتاج إلى تيار كبير نسبيا لذلك نلاحظ وجود كابل تغذية مستقل في الطابعات والماسحات التي تعمل على مسرى الـUSB.
تستطيع حاليا بعض الأجهزة الحديثة تأمين تيار يصل إلى حوالي 500MA مما يعني أنه بوسعنا الآن الاستغناء بشكل موسع أكثر عن التغذية المستقلة.

## مقارنة بين FireWire و USB
FireWire أو IEEE 1394 هو مسرى خارجي تسلسلي عالي السرعة لوصل التجهيزات مع الحاسب يدعم الوصل والتشغيل Plug & Play والتبديل الساخن للأجهزة أي عدم الحاجة لإعادة تشغيل النظام لتركيب أو إزالة الأجهزة، وهو مصمم لتغذية الأجهزة الموصولة به طورته في البداية شركة أبل وزودت أجهزتها به كمسرى وصل خارجي للتجهيزات وطرأت عليه العديد من التحسينات ثم أصبح معيارياً ويتوفر الآن في العديد من الحواسب الشخصية PC الحديثة. هناك نوع من المنافسة بين المسريين USB و FireWire، وخاصة بعد صدور الإصدار USB2 الذي اقترب من السرعة المرتفعة في النقل التي كان يتفرد بها IEEE1394، أهم الفروق بينهما:
- يدعم USB وصل حتى 127 جهازاً في حين يدعم IEEE 1394 فقط 63 جهازاً، يتم هذا العدد من الأجهزة باستخدام الموزعات Hubs
- يمكن لمنفذ USB أن يزود الأجهزة الموصولة معه بتيار أقصى 500 mA عند جهد منظم 5V ± 0.25V، في حين أن IEEE 1394 يزود باستطاعة أكبر بكثير قد تصل إلى 45 W عادة بجهد غير منظم تماماً.
- السرعة العظمى للنقل على مسرى IEEE 1394 نظرياً في آخر إصدار متداول حوالي 400 Mb/s وهو بذلك أسرع من الإصدار 1.1 لمسرى USB 12 Mb/s ولكن أبطأ بقليل من USB 2 480 Mb/s

مع ذلك يقال أن التطبيق العملي يظهر أن FireWire لا يزال أسرع من USB2.
- تستطيع الأجهزة الموصولة على FireWire التخاطب فيما بينها بدون حاسب مضيف كجزء من معياريته (مثلاً طابعة وماسح ضوئي) في حين لا يتاح ذلك في USB تم إطلاق المعيارية USB GO مؤخراً كإضافة على معايير USB لتحقيق ذلك، أيضاً IEEE 1394 يمكّن من وصل حاسبين بكبل فقط وبإعداد أدنى
- لكل منهما مواصفات محددة للكبلات بما في ذلك الأطوال العظمى المسموحة.